# Affaire Sophie Le Tan
L'affaire Sophie Le Tan est une affaire criminelle survenue à Schiltigheim (Bas-Rhin) en France le 7 septembre 2018, qui a pour point de départ la disparition de Sophie Le Tan. Dix jours plus tard, un homme de 58 ans, Jean-Marc Reiser, est mis en examen pour assassinat, enlèvement et séquestration et écroué.

## Déroulement des faits
Le 7 septembre 2018 au matin, Sophie Le Tan, âgée de 20 ans, étudiante d'origine vietnamienne, sort de son travail de réceptionniste dans un hôtel et part visiter un appartement à louer à Schiltigheim, au nord de Strasbourg, dont elle a vu l'annonce sur le site Leboncoin. L'étudiante doit ensuite prendre le train pour fêter son anniversaire avec  sa sœur et sa mère à Mulhouse, mais elle ne donne plus aucun signe de vie.
Auteur de l'annonce immobilière, Jean-Marc Reiser est arrêté dix jours plus tard. Des traces de sang volontairement effacées sont retrouvées dans son appartement et l'ADN de la jeune fille, sur une scie dans sa cave.
Le 23 octobre 2019 des promeneurs trouvent un crâne et des os disséminés dans la forêt de Grendelbruch, à une quarantaine de kilomètres de Strasbourg. La jeune femme a été découpée. Face aux preuves scientifiques irréfutables et sous la pression de ses avocats, Jean-Marc Reiser finit par reconnaître le 19 janvier 2021 son « implication » dans la mort de Sophie Le Tan mais exclut la préméditation.

## Protagoniste
Jean-Marc Reiser est né à Ingwiller le 2 octobre 1960. Il passa une enfance tumultueuse avec sa sœur, marquée par les déboires d'un père garde-forestier en proie à l'alcoolisme. D'emblée, le jeune garçon se fit remarquer, notamment par son comportement provocateur, dès ses premières années scolaires. Il fut ainsi rapporté qu'à dix heures du matin, il prenait place sur un banc de l'école, une canette de bière en main et une cigarette entre les doigts. Dans la famille, les violences conjugales constituent un phénomène récurrent. En 1974, alors qu’il est adolescent, Jean-Marc Reiser intervient pour protéger sa mère face aux comportements violents de son père. Dans un moment de tension extrême, il menace ce dernier avec une hache. Cet épisode conduit à son hospitalisation dans un centre psychothérapique, avant qu’il ne soit transféré dans une maison de correction. Du haut de ses 1,87 m, l'homme a la réputation d'être impulsif, violent, agressif, mythomane et misogyne. Il étudie à l’Institut régional d’administration (IRA) de Bastia.
En 2001, il est condamné à 15 ans de réclusion criminelle pour viol et agression sexuelle. Les enquêteurs remontent jusqu'à lui après son arrestation, en 1997, par des douaniers à Morteau qui découvrent dans sa voiture des armes, des médicaments, une cagoule, et des photos de femmes dénudées, endormies et victimes de violences sexuelles. 
Quelques mois plus tard, il est poursuivi et acquitté dans l'affaire de la disparition de Françoise Hohmann disparue en 1987 dont le corps n'a jamais été retrouvé. Représentante en commerce, elle fait du porte-à-porte pour vendre des aspirateurs. Son dernier client est Jean-Marc Reiser. Selon son avocat, Me Eric Braun, l'accusation n'avait qu'un « faisceau d'indices » et que « L'acquittement n'était pas volé ». Le 25 novembre 2019, Thierry Moser, avocat de la famille de la jeune femme, demande auprès du procureur de la République de Strasbourg la réouverture de l’information du chef de séquestration, et dépose plainte pour recel de cadavre.
Sorti de prison en 2012, inscrit à l'université de Strasbourg et sans profession, Reiser est régulièrement arrêté pour des cambriolages dans des cliniques ou des cliniques vétérinaires. Lors de perquisitions à son domicile et dans sa voiture en 2018, les enquêteurs retrouvent beaucoup de médicaments dont des anxiolytiques et somnifères puissants,.
En juillet 2023, il est remis en examen pour la disparition de Françoise Hohmann,.

## Procès
Le procès débute le 27 juin 2022 devant les assises du Bas-Rhin. 
Le 5 juillet 2022, Jean-Marc Reiser est condamné à la réclusion criminelle à perpétuité assortie de vingt-deux ans de sûreté.
Le 7 juillet 2022, la défense de Jean-Marc Reiser fait appel du verdict.
Le 29 juin 2023, la justice confirme en appel la condamnation à la réclusion criminelle à perpétuité de Jean-Marc Reiser pour l'assassinat de Sophie Le Tan. 

### Documentaires télévisés
- « Affaire Sophie Le Tan : prise au piège ? » le 3 avril 2019 dans Enquêtes criminelles : le magazine des faits divers sur W9.
- « L'affaire Sophie Le Tan : la visite d'appartement a-t-elle mal tourné ? » (premier reportage) le 7 septembre 2019 dans Chroniques criminelles sur TFX.
- « Le prédateur du Grand Est », premier reportage de « Spéciale ces familles qui veulent la vérité » le 24 février 2020 dans Crimes sur NRJ 12.
- « L'ombre d'un tueur en série : l'affaire Sophie Le Tan » le 26 novembre 2021 dans Indices sur RMC Story.
- « Affaire Sophie Le Tan, piège mortel », le 25 janvier 2025 dans Au bout de l'enquête, la fin du crime parfait ? sur France 2.